# Bernard Chevassus-au-Louis
Bernard Chevassus-au-Louis, né le 24 janvier 1949 à Paris, est un biologiste et écologue français. Il est normalien, agrégé de sciences naturelles et docteur en sciences de l'université Paris XI.
Inspecteur général de l'agriculture (depuis 2007), membre du Conseil général de l'alimentation, de l'agriculture et des espaces ruraux (CGAAER), et notamment animateur de deux programmes de l’Agence nationale de la recherche ; sur les « Impacts des OGM » et sur « Agriculture et développement durable ».
Il est membre de l'Académie des technologies depuis 2008.
Fin 2012, Delphine Batho, ministre de l'Écologie, lui a confié la rédaction d'un premier document de préfiguration d'une « Agence de la biodiversité » en binome avec un haut fonctionnaire et scientifique, Jean-Marc Michel (ingénieur général des ponts, des eaux et des forêts, directeur général de l'aménagement et du logement, et de la nature) 
Depuis mars 2015, il préside l'association Humanité et Biodiversité, association nationale loi de 1901, reconnue d'utilité publique.

## Éléments de biographie
- de 1984 à 1989, il occupe à l'Institut national de la recherche agronomique (INRA) le poste de chef du Département d'hydrobiologie et faune sauvage, avant d’en devenir conseiller du président (1989-1991) puis directeur général de 1992 à 1996 ;
- de 1976 à 2007 Il est chercheur, puis directeur de recherches à l'INRA ;
- de 1997 à 2002, il préside le Conseil d'administration du Centre national d'études vétérinaires et agroalimentaires (CNEVA) puis celui de l'Agence française de sécurité sanitaire des aliments (AFSSA) ;
- de janvier 2002 à janvier 2006, il dirige le Muséum national d'histoire naturelle. Il en est le premier président depuis la réforme de 2002, succédant à Henry de Lumley. André Menez prend sa suite en 2006.
- Il est aussi :
  - membre du conseil scientifique du Comité de bassin Seine-Normandie (qu’il préside)
  - membre du Conseil scientifique du Centre de coopération internationale en recherche agronomique pour le développement (CIRAD) (où il est vice-président de l'Advisory Group du programme européen « Science in Society »).
  - président du Comité d'orientation stratégique du Consortium national pour l'agriculture, l'alimentation, la santé animale et l'environnement, un pôle de recherche et d'enseignement supérieur (PRES) sous statut d'établissement public de coopération scientifique (constitué par décret du 10 mai 2009)
  - membre du Conseil scientifique du patrimoine naturel et de la biodiversité (CSPNB), qui émet des avis scientifiques et assure une mission de « veille, de conseil, d’alerte et de réflexion prospective sur l’ensemble des questions scientifiques concernant le patrimoine naturel terrestre et aquatique (eaux douces ou marines), qu’il s’agisse de paysages, d’écosystèmes, d’espèces ou de génomes » auprès de l'État du ministère de l'Écologie[5], actuellement (janvier 2013) présidé par M. Yvon Le Maho.
- Il est président de l'association Humanité et Biodiversité depuis 2015.

 Officier de l'ordre national du Mérite

## Son œuvre scientifique
À l’INRA de Jouy-en-Josas, il a surtout travaillé sur les méthodes de domestication et d'amélioration génétique des poissons (avec une centaine d’articles originaux, de synthèse ou de vulgarisation publiés) ;
Il a joué un rôle important dans le domaine de la transgénèse, en tant que chercheur, puis en tant que Vice-Président de la Commission nationale du Génie Biomoléculaire (CGB) et en tant que pilote d’un groupe de travail « OGM » mis en place par le Commissariat général du Plan (sur demande des  ministres chargés de l’Agriculture et de l'Environnement, formulée en avril 2000). Ce groupe a publié un rapport intitulé « OGM et agriculture : pour l’action publique » (2001), alors que la controverse sur les OGM prenait de l’ampleur. 
Au sein de l’Agence Nationale de la Recherche Il s’est également impliqué comme animateur dans 2 programmes, « Impacts des OGM » et « Agriculture et développement durable ». Et comme Bruno Latour s'est intéressé aux relations entre science, experts, citoyens et démocratie ;
Il s'est ensuite beaucoup intéressé à l'évaluation environnementale, à l'expertise, à la biovigilance, à l'analyse des risques et à la gestion du risque, en particulier dans le domaine de l'environnement, des risques alimentaires et des risques sanitaires, émergents notamment, ainsi qu’à participation citoyenne en la matière.
Il a aussi contribué à l'évaluation de laboratoires et programmes nationaux et internationaux, dont aux Philippines, en Guinée et au Mali.
En 2004-2005, comme prospectiviste, il a contribué à l’opération FUTURIS  (pour « Futur Recherche Innovation Société ») destiné à envisager des scénarios prospectifs pour la Recherche et l'innovation en France, notamment en animant un groupe de travail sur le thème  Relations science-société, qui a produit un rapport intitulé « socialiser l’innovation » (par de nouvelles relations entre recherche et citoyenneté notamment).
En 2005, avec Robert Barbault, il a copiloté la rédaction d’un ouvrage synthétisant la contribution française à la « Conférence internationale de Paris sur la biodiversité » (janvier 2005).
Il s’intéresse ensuite aux « Services écosystémiques » et à leur valeur. En 2008-2009, il a présidé le groupe de travail qui a rédigé le rapport sur  « l'économie de la biodiversité et des services liés aux écosystèmes », publié par le Centre d'analyse stratégique (CAS) présenté le 29 avril 2009 à Jean-Louis Borloo (alors Ministre d’état) et à Nathalie Kosciusko-Morizet (Secrétaire d’État chargée de la prospective et du développement de l’économie numérique, auprès du Premier ministre), à Chantal Jouanno (Secrétaire d’État à l’Écologie) et Pavan Sukhdev (« Study leader » pour l’étude TEEB), apportant une analyse critique des méthodes d'estimation économique de la valeur de la biodiversité et des services écosystémiques, avec des exemples d'application possible aux écosystèmes de France afin d'avoir des ‘valeurs de référence’ utiles par exemple pour l'évaluation des politiques publiques au regard de l'environnement et du développement soutenable. Ce rapport évalue de manière différente la biodiversité « remarquable » et « générale » (ou « ordinaire »).

## Travaux

### Publications
- Bernard Chevassus-au-Louis, « Les enjeux de la biodiversité animale », Bulletin de l'Académie vétérinaire de France, Tome 158, N°2, 2005, p. 91-110. [lire en ligne]
- Bernard Chevassus-au-Louis, « Un nouveau regard sur la diversité du vivant », Responsabilité & Environnement, N°44, octobre 2006, p. 7-15. [lire en ligne]
- Bernard Chevassus-au-Louis, « La biodiversité : un nouveau regard sur la diversité du vivant I. Immensité et complexité », Cahiers Agricultures, vol. 16, no 3, mai-juin 2007, p. 219-227. [lire en ligne]
- Bernard Chevassus-au-Louis, « La biodiversité : un nouveau regard sur la diversité du vivant II. Stabilité et utilité », Cahiers Agricultures, vol. 17, no 1, janvier-février 2008, p. 51-57. [lire en ligne]
- Bernard Chevassus-au-Louis, « La biodiversité : un nouveau regard sur la diversité du vivant III. Fragilité : vers la "sixième extinction" ? », Cahiers Agricultures, vol. 17, no 3, mai-juin 2008, p. 303-313. [lire en ligne]

### Vidéographie
- Association Les Eaux et les Hommes / la Vigie de l'eau, 3 vidéos (présentation de la biodiversité par Bernard Chevassus-au-Louis ) ; Réalisation : Image Clé / journaliste : Valéry Dubois
- Humanité Biodiversité, Vidéo : valeur des services rendus par la biodiversité